# Wilhelm Koppe
Karl Heinrich Wilhelm Koppe (Hildesheim, 15 giugno 1896 – Bonn, 2 luglio 1975) è stato un militare tedesco, comandante nazista (SS- und Polizeiführer (HSSPF), SS-Obergruppenführer). Fu responsabile di numerose atrocità contro polacchi ed ebrei nel Reichsgau Wartheland e nel Governatorato Generale durante l'occupazione tedesca della Polonia nella seconda guerra mondiale.

## Biografia
Koppe nacque a Hildesheim vicino ad Hannover. Combatté nella prima guerra mondiale. Durante il periodo tra le due guerre, intraprese la carriera nel commercio. Si unì al Partito Nazista nel 1930, poi alle Sturmabteilung (SA) nel 1931 e alle Schutzstaffel (SS) nel 1932. Prima della seconda guerra mondiale, fu comandante regionale delle SS e SD prima a Münster, poi nel Città libera di Danzica, quindi Dresda e Lipsia.
L'invasione tedesca della Polonia ebbe luogo nel settembre 1939 e in ottobre Koppe divenne il capo delle SS e della polizia nel Reichsgau Wartheland sotto il comando del Gauleiter Arthur Greiser. A causa della lotta interna per il potere, con Hitler che appoggiò i suoi favoriti in maniera altalenante, Koppe ebbe lo stesso potere e le stesse responsabilità di Greiser. Stabilì un buon rapporto di lavoro con il Reichsführer Heinrich Himmler. Ebbe una figlia, Ursula, che sposò l'aristocratico Arnold Freiherr von Rotberg, tenente colonnello delle forze armate tedesche e discendente del ministro della guerra bavarese Eduard Anton Freiherr von Rotberg.

### Carriera nelle SS
- Truppführer: 2 gennaio 1932 (poi Oberscharführer);
- Sturmhauptführer: 1º settembre 1932 (poi Hauptsturmführer);
- Sturmbannführer: 30 gennaio 1933;
- Standartenführer: 20 aprile 1933;
- Oberführer: 20 aprile 1934;
- Brigadeführer: 23 agosto 1934;
- Gruppenführer: 13 settembre 1936;
- Gruppenführer und Generalleutnant der Polizei: 20 aprile 1941;[3]
- Obergruppenführer und General der Polizei: 30 gennaio 1942;
- Generale delle Waffen-SS: 1º luglio 1944.

## Nella Polonia occupata

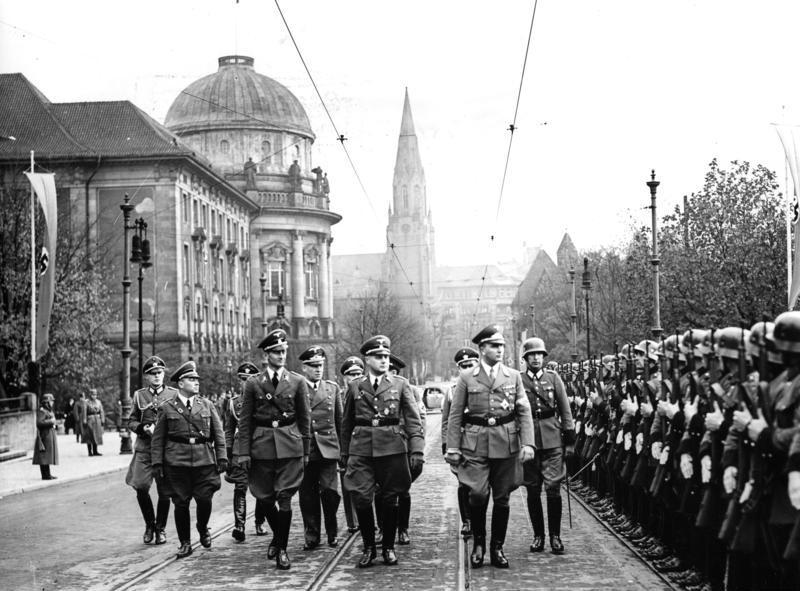
Ispezione di una compagnia d'onore della Wehrmacht a Posen nel novembre 1939. In prima fila da sinistra a destra: Johann-Erasmus von Malsen-Ponickau, Wilhelm Koppe e Arthur Greiser.

Come comandante della polizia appena nominato partecipò attivamente all'attuazione degli ideali razziali nazisti e nel novembre 1939 dichiarò che avrebbe reso Poznań (Posen) judenrein ("libero dagli ebrei"), scopo che avrebbe raggiunto ordinando numerose esecuzioni e deportazioni di polacchi ed ebrei polacchi. Partecipò al programma di eutanasia nazista come comandante generale del Sonderkommando Lange, una squadra delle SS che eliminò 1.558 pazienti dai manicomi nel campo di concentramento di Soldau, nel vicino Gau della Prussia orientale durante i mesi di maggio e giugno 1940.
Il 30 gennaio 1942 fu promosso SS-Obergruppenführer e nell'ottobre 1943 sostituì Friedrich Wilhelm Krüger come Höhere SS- und Polizeiführer nel Governatorato Generale con sede a Cracovia. Ricoprì anche la carica di Segretario di Stato per le questioni della sicurezza (in tedesco: Staatssekretär für das Sicherheitswesen) nel Governatorato Generale, e fu coinvolto nelle operazioni del Campo di sterminio di Chełmno e del campo di concentramento di Varsavia, nonché nelle operazioni contro la resistenza polacca. Organizzò l'esecuzione di oltre 30.000 pazienti polacchi affetti da tubercolosi: l'ordine di uccisione riguardò tutti i parenti maschi dei combattenti della resistenza identificati, mentre il resto delle loro famiglie fu mandato nei campi di concentramento nazisti.
Lo Stato segreto polacco ne ordinò la morte: l'11 luglio 1944 a Cracovia, un tentato omicidio provocò il suo ferimento da parte dell'unità Kedyw del Battaglione Parasol nell'Operazione Koppe (Akcja Koppe) parte della più ampia Operazione Główki. Quando il fronte orientale si spostò verso la Polonia per l'avanzata dell'Armata Rossa, Koppe ordinò che tutti i prigionieri fossero giustiziati piuttosto che liberati dai sovietici.

## Nel dopoguerra
Nel 1945 Koppe assunse lo pseudonimo Lohmann, il cognome di sua moglie, e divenne direttore di una fabbrica di cioccolato a Bonn. Nel 1960 fu arrestato e poi rilasciato su cauzione il 19 aprile 1962. Il suo processo iniziò nel 1964 a Bonn: fu accusato di essere complice dell'omicidio di massa di 145.000 persone. Il processo fu aggiornato a causa della presunta cattiva salute di Koppe e nel 1966 il tribunale di Bonn decise di non perseguire e Koppe fu rilasciato per motivi medici. In seguito, il governo tedesco rifiutò la richiesta di estradizione polacca. Koppe morì nel 1975 a Bonn.

### Approfondimenti
- Szymon Datner, Wilhelm Koppe - nieukarany zbrodniarz hitlerowski, Varsavia, 1963.
- Stanisław Kania, Zbrodnie hitlerowskie w Polsce, Varsavia, Główna Komisja Badania Zbrodni Hitlerowskich w Polsce, 1983.
- Czesław Madajczyk, Polityka III Rzeszy w okupowanej Polsce, Varsavia, Państwowe Wydawnictwo Naukowe, 1970.